# Dresdner Sportclub 1898 (pallavolo femminile)
Il Dresdner Sportclub 1898 è una società pallavolistica femminile tedesca con sede a Dresda, facente parte dell'omonima polisportiva: milita nel campionato di 1. Bundesliga.

## Storia
Nonostante la polisportiva del Dresdner SC sia stata fondata nel 1898, la squadra femminile di pallavolo inizia la sua attività agonistica solamente nel 1990.
Nel corso degli anni ha saputo affermarsi a livello nazionale, soprattutto nella stagione 1998-99 quando vince per la prima volta scudetto e Coppa di Germania e nel 2001 la Supercoppa tedesca: si ripeterà nel 2002 con la vittoria di un'altra coppa e nell'annata 2006-07 con la vittoria in campionato.
In ambito europeo ha partecipato ha diverse competizioni, tra cui spicca un terzo posto nella Challenge Cup del 2007-08. Nel 2010 riesce per la prima volta ad affermarsi in una competizione europea vincendo la Challenge Cup e nello stesso anno trionfa anche in Coppa di Germania.
Torna a vincere lo scudetto nella stagione 2013-14, successo ottenuto anche nelle due annate successive, e la Coppa di Germania 2015-16, 2017-18 e 2019-20.
Nella stagione 2020-21 conquista lo scudetto per la sesta volta, mentre nell'annata successiva si aggiudica la Supercoppa tedesca. Nell'annata 2024-25 ritora al successo in Coppa di Germania.

## Rosa 2021-2022
| N° | Nome                 | Ruolo | Data di nascita  | Nazionalità sportiva |
| -- | -------------------- | ----- | ---------------- | -------------------- |
| 1  | Linda Bock           | L     | 27 maggio 2000   | Germania             |
| 3  | Kryscina Michajlenka | O     | 26 marzo 1992    | Bielorussia          |
| 6  | Jennifer Geerties    | S     | 5 aprile 1994    | Germania             |
| 7  | Laura Berger         | C     | 12 novembre 2002 | Germania             |
| 8  | Monique Strubbe      | C     | 5 luglio 2001    | Germania             |
| 9  | Sina Stöckmann       | S     | 5 gennaio 2002   | Germania             |
| 12 | Teodora Pušić        | L     | 12 marzo 1993    | Serbia               |
| 11 | Maja Storck          | O     | 8 ottobre 1998   | Svizzera             |
| 12 | Sophie Dreblow       | L     | 9 luglio 1998    | Germania             |
| 13 | Juli Klause          | S     | 10 ottobre 2002  | Germania             |
| 13 | Lena Linke           | C     | 18 dicembre 2003 | Germania             |
| 14 | Jenna Gray           | P     | 28 febbraio 1998 | Stati Uniti          |
| 15 | Julia Wesser         | S     | 4 giugno 2003    | Germania             |
| 16 | Madeleine Gates      | C     | 30 ottobre 1998  | Stati Uniti          |
| 17 | Layne Van Buskirk    | C     | 19 febbraio 1998 | Canada               |
| 18 | Sarah Straube        | P     | 26 aprile 2002   | Germania             |

## Palmarès
- Campionato tedesco: 6

1998-99, 2006-07, 2013-14, 2014-15, 2015-16, 2020-21
- Coppa di Germania: 7

1998-99, 2001-02, 2009-10, 2015-16, 2017-18, 2019-20, 2024-25
- Supercoppa tedesca: 2

2001, 2021
- Challenge Cup: 1

2009-10